# Walter Davis
Walter L. Davis (Lafayette, 2 de julho de 1979) é um atleta norte-americano, especialista no salto triplo.
Foi campeão mundial outdoor em Helsinque 2005 e indoor em Moscou 2006. Nos Jogos Olímpicos de Sydney 2000 e de Atenas 2004 ficou em 11º lugar no salto triplo. Em Atenas 2004 também participou do salto em distância, ficando em 23º lugar. Tem como melhores marcas pessoais no salto triplo, 17,71m em provas outdoor, e 17,73m em provas indoor.